# Unidad de Análisis Financiero (República Dominicana)
La Unidad de Análisis Financiero de la República Dominicana es una entidad autónoma del Estado, creada en el 2002 por la derogada Ley Núm. 72-02 sobre Lavado de Activos Provenientes del Tráfico Ilícito de Drogas, del 26 de abril de 2002, con excepción de los artículos 14, 15, 16, 17 y 33, modificados en la Ley Núm. 196-11 del 3 de agosto de 2011.
Actualmente, la Unidad de Análisis Financiero se encuentra regulada por la Ley Núm. 155-17 Contra el Lavado de Activos y el Financiamiento del Terrorismo, del 1 de junio de 2017.
Provista de personalidad jurídica de derecho público, con independencia y autonomía en el desempeño de sus funciones de análisis y manejo de información. Adscrita como una unidad del Ministerio de Hacienda, cuyo cometido de realizar análisis para identificar y elevar al Ministerio Público informes de análisis financiero relativos a posibles infracciones al lavado de activos, infracciones precedentes y la financiación del terrorismo.

## Funciones
La Unidad de Análisis Financiero (UAF) es un ente técnico que ejerce la secretaria técnica del Comité Nacional contra el Lavado de Activos y Financiamiento del Terrorismo, adscrita como una unidad del Ministerio de Hacienda, cuyo cometido será realizar análisis para identificar y elevar al Ministerio Público informes de análisis financiero relativos a posibles infracciones al lavado de activos, infracciones precedentes y la financiación del terrorismo. Entre sus funciones están:
- Ser el órgano para la recepción de los reportes de operaciones sospechosas y los reportes de transacciones en efectivo.
- Solicitar, obtener y utilizar información adicional de los sujetos obligados, según sea necesario, para completar o ampliar los análisis que realiza. Cuando la información se solicite a los sujetos obligados financieros, su entrega no constituye violación al secreto bancario o profesional.
- Realizar el análisis estratégico para identificar tendencias y patrones relacionados con el lavado de activos y el financiamiento del terrorismo.
- Realizar el análisis operativo, utilizando toda la información que le esté disponible para identificar blancos específicos, seguir el rastro de actividades o transacciones particulares; y determinar los vínculos entre esos blancos y posibles infracciones de lavado de activos, los delitos determinantes y el financiamiento del terrorismo.
- Garantizar la debida seguridad de la información que obtiene y genera.
- Suscribir acuerdos de cooperación con otras autoridades competentes nacionales o extranjeras para el intercambio de información.
- Brindar apoyo técnico a las demás autoridades competentes, en cualquier fase del proceso de investigación.
- Requerir de los Sujetos Obligados, en los casos que sea necesario, información adicional tal como antecedentes y cualquier otro dato o elemento que considere relacionado con las transacciones financieras, comerciales o de negocios que puedan tener vinculación con los análisis que realice establecidos en la presente Ley y otras leyes aplicables.
- Brindar cooperación e intercambiar información, sobre la base de reciprocidad, con entidades homólogas de otros países, información para el análisis de casos relacionados con los delitos señalados en esta Ley.
- Representar al país en los diferentes foros que Organismos Internacionales, realicen en materia de antilavado de activos y financiamiento del terrorismo, para dar seguimiento a las iniciativas internacionales.
- Elaborar el presupuesto de la Unidad de Análisis Financiero.
- Cualquier otra atribución prevista en esta Ley y en sus reglamentos.

## Participación
La Unidad de Análisis Financiero de la República Dominicana forma parte de los siguientes organismos internacionales:
- Grupo Egmont de cooperación internacional entre Unidades de Inteligencia Financiera.
- Grupo de Acción Financiera de Latinoamérica (GAFILAT).

## Directores de la UAF
- Máximo Gorqui Melo, gestión 2005-2009.
- Heiromy Castro Milanés, gestión 2009-2010.
- Isis Altagracia Santos Álvarez, gestión 2010-2012.
- Dulce Luciano, gestión 2012-2016.
- Wendy Pérez Lora, gestión 2016-2020.
- María E. Holguín López, gestión 2020-2022.
- Aileen Guzmán Coste 2022-presente